# Palazzo del Cassero
Il Palazzo del Cassero è un edificio fortificato situato nel centro storico di San Casciano in Val di Pesa.

## Storia
Venne costruito nel 1356 come vertice delle mura di San Casciano da usarsi come rifugio in caso di emergenza ed anche per sede delle milizie o per residenza privata. Non fu mai assediato e quindi si è limitato ad ospitare importanti personaggi come vari esponenti della famiglia de'Medici come Lorenzo il Magnifico che in questo palazzo concesse agli abitanti di Colle di Val d'Elsa la cittadinanza fiorentina e Cosimo I che qui sembra abbia ricevuto le insegne granducali.
Nel 1558, una volta che lo Stato senese era stato definitivamente conquistato dai Fiorentini, la sua funzione principale venne meno e fu adibito a palazzo per uso dei sovrani e dei personaggi reali che passavano per la via romana.Questa destinazione durò fino all'epoca del granduca Ferdinando II quando il Cassero fu donato a Francesco Giovanni Paulosanti Lucardesi, segretario del granduca, che a sua volta lo cedette al convento di Santa Maria del Gesù. Rimase di proprietà del convento fino all'epoca napoleonica quando fu ceduto a famiglie private ed usato come abitazione.

## Architettura
Il Cassero si presenta come una costruzione rettangolare dominato da una massiccia torre ed è aperto in facciata da una porta che immette nel cortile interno. All'interno vi sono ampie sale, una delle quali veniva usata come teatro cittadino prima della costruzione del Teatro Niccolini.

Come ricordo del Lucardesi sono rimaste delle incisioni sugli architravi delle porte. Vi si legge infatti 